# كسينيا بورودينا
كسينيا كيموفنا بورودينا (اسم الولادة أمويفا)؛ وُلدت في 8 مارس 1983) هي مقدمة برامج تلفزيونية وممثلة روسية. من عام 2004 إلى 2023، كانت مقدمة برنامج الواقع دوم 2.

## الحياة الشخصية
من 2008 إلى 2011 كانت كسينيا متزوجة من رجل الأعمال يوري بوداغوف، ولديهما طفل واحد معًا — ابنة اسمها ماريا بوداغوفا (وُلدت في 10 يونيو 2009). من يونيو 2011 إلى أغسطس 2012 كانت كسينيا في علاقة مع العضو السابق في برنامج دوم 2 ميخائيل تيريوخين، وكانا مخطوبين قبل شهر واحد فقط من انفصالهما.
في 3 يوليو 2015، تزوجت من رجل الأعمال قربان عوماروف. بالإضافة إلى ماريا، لديهما طفلان آخران: ابن الزوج عمر (وُلد في 1 فبراير 2008) وابنة تيونا "تينيا" (وُلدت في 22 ديسمبر 2015). انتقلوا إلى منطقة جوكوفسكي في عام 2016، وفي الوقت الحالي تعيش كسينيا في موسكو مع عائلتها.

## روابط خارجية
- كسينيا بورودينا في قاعدة بيانات الأفلام على الإنترنت
- kborodina.com